# Зерщиков, Константин Фёдорович
Константи́н Фёдорович Зерщиков (14 декабря 1887 — 25 мая 1949) — офицер Собственного Е. И. В. Конвоя, участник Белого движения, командир Дивизиона лейб-гвардии Кубанских и Терской сотен.

## Биография
Казак станицы Бороздинской Терского казачьего войска. Из дворян, сын офицера.
Окончил Ярославский кадетский корпус (1905) и Николаевское кавалерийское училище (1907), откуда выпущен был хорунжим в 1-й Сунженско-Владикавказский полк. Был произведен в сотники. Окончил Офицерскую гимнастическо-фехтовальную школу.
6 мая 1913 года переведен хорунжим в лейб-гвардии 3-ю Терскую казачью сотню Собственного Е. И. В. Конвоя, в составе которого и вступил в Первую мировую войну. Командовал взводом лейб-гвардии 4-й Терской казачьей сотни. За боевые отличия был награждён орденом Св. Владимира 4-й степени с мечами и бантом. После Февральской революции и переформирования Конвоя в Кубанский и Терский гвардейские казачьи дивизионы, сотник Зерщиков был перечислен в Терский гвардейский дивизион.
В 1918 году участвовал в Терском восстании. В Добровольческой армии и Вооруженных силах Юга России служил в Кубанском гвардейском дивизионе. 16 апреля 1919 года был разжалован в рядовые, но затем восстановлен в чине. В Русской армии барона Врангеля — полковник. В ноябре 1920 года эвакуировался из Крыма на остров Лемнос, командир Кубанского гвардейского дивизиона, начальник Кубанской офицерской школы.
В эмиграции в Югославии. В 1922 году — и. д. генерала для поручений при Главнокомандующем. В 1924—1937 годах был командиром Дивизиона лейб-гвардии Кубанских и Терской сотен. В годы Второй мировой войны служил в Русском корпусе. 31 октября 1941 года назначен адъютантом 3-го батальона 1-го полка (в чине обер-лейтенанта), 1 февраля 1942 года — командиром сотни управления, а в 1943 году — адъютантом 1-го батальона того же полка. Был ранен под Дублье 28 сентября 1944 года. После войны находился в лагере Келлерберг. Умер в 1949 году в госпитале Зеебах (Австрия).

## Награды
- Орден Святого Станислава 3-й ст. (ВП 9.10.1911)
- Орден Святой Анны 3-й ст. с мечами и бантом (ВП 6.12.1915)
- Орден Святого Владимира 4-й ст. с мечами и бантом (ВП 17.11.1916)